# Al-Masry Sporting Club
Al-Masry Sporting Club (em árabe النادي المصري) é um clube egípcio de futebol, da cidade do Porto Said fundado em 1920. Disputa atualmente a Egyptian Premier League.

## Títulos

### Nacionais
Copa do Egito: 1
(1998)
 Copa do Sultão Hussein: 3
(1933, 1934, 1937)
 Liga do Canal: 17
(1932, 1933, 1934, 1935, 1936, 1937, 1938, 1939, 1940, 1941, 1942, 1943 1944, 1945, 1946, 1947, 1948)